# PGC 47430
LEDA/PGC 47430 ist eine laufende kosmische Kollision zwischen zwei Galaxien (Spiralgalaxie & linsenförmige Galaxie), die etwa 234 Millionen Lichtjahre von der Milchstraße entfernt ist. 
Die verschmelzende Galaxie besitzt einen hellen Strom von Sternen, die sich auf dem Hubble-Bild nach rechts erstreckt. Bei dem hellen Fleck in der Mitte des Stroms handelt es sich wahrscheinlich um den Kern der ehemaligen Spiralgalaxie, der bei der Kollision aus dem System herausgeschleudert wurde und nun durch die Gezeitenkräfte zerfetzt wird, um den sichtbaren Sternstrom zu erzeugen.